# 974體育場
974體育場（阿拉伯語：استاد راس أبو عبود，前称拉斯阿布阿布德体育场）是一座位於卡達杜哈拉斯阿布阿布德的體育場，為2022年國際足協世界盃比賽場館之一。

## 历史
卡達申办2022年世界杯足球赛时，拟建造的12座体育场中包含一座完全模块式的多哈港体育场。这座设想中的体育场建在一座人工岛上，可容纳4萬4950名观众，球场将在世界杯结束后完全拆卸，座椅运往发展中国家。而实际上，卡達并未采用这个设计方案。申办成功后，卡達修改了体育场建设计划，12座体育场减为8座。2015年12月2日，在卡達赢得世界杯主办权五周年纪念日当天，卡達确认2022年世界杯第七座球场将选址在多哈的拉斯阿布阿布德，位置邻近多哈港。2017年11月26日，卡達正式发布了拉斯阿布阿布德体育场的设计方案。拉斯阿布阿布德体育场位于多哈港附近，可容纳4万名观众，并采用完全模块化设计，世界杯后可完全拆掉再利用。
拉斯阿布阿布德体育场将承办2022年世界杯足球赛小组赛至四分之一决赛的比赛。世界杯后，体育场将完全拆卸，构成体育场的各模块将用于卡達国内外的体育项目。

## 建筑
974体育场采用模块式设计，主要由974个海运集装箱和模块化的钢框架组成（+974也是卡達的國際電話區號），呼应了多哈悠久的航海传统，并与体育场所在的多哈港相协调。模块式设计有助于节省资金、节省原料、缩短工期以及减少垃圾废料。体育场平面为圆角矩形，世界杯期间可容纳4万名观众。体育场为芬威克·伊里瓦伦公司所设计。
建成后，974体育场将成为世界杯历史上首座可以完全拆卸再利用的体育场。世界杯后，体育场将被拆卸，原址将改为海滨休闲场地。